# Bergkirchen
Bergkirchen là một đô thị ở huyện Dachau bang Bayern nước Đức. Đô thị Bergkirchen có diện tích 59,99 km², dân số thời điểm ngày 31 tháng 12 năm 2006 là 7098 người.